# Astragalus rimarum
Astragalus rimarum là một loài thực vật có hoa trong họ Đậu. Loài này được Bornm. miêu tả khoa học đầu tiên.